# John Archibald Wheeler
John Archibald Wheeler (Jacksonville, Florida, 9 de julio de 1911-13 de abril de 2008) fue un físico teórico estadounidense. Se doctoró en la Universidad Johns Hopkins. Hizo importantes avances en la física teórica.
Entre sus trabajos importantes está la introducción de la matriz S que es indispensable en física de partículas. Además fue uno de los pioneros en la teoría de fisión nuclear.
Junto con Gregory Breit, Wheeler desarrolló el concepto del proceso Breit–Wheeler.

## Biografía
Hijo de bibliotecarios, y el mayor de cuatro hermanos, John Archibald Wheeler siempre se movió en un ambiente culto, rodeado de libros. Fue un niño inquisitivo desde muy corta edad y sobresalió entre los alumnos de su escuela. Fue promovido de cuarto a octavo grado de Primaria en solo un año.
Siempre se sintió atraído por la matemática, a las que dedicaba todo el tiempo que podía. Cuando alcanzó los estudios secundarios, ya estaba seguro de que quería llegar a la universidad y estudiar una carrera técnica.
Trabajando duro consiguió una beca con la que empezó sus estudios de Ingeniería en 1927, con tan solo 16 años. En sus años universitarios, Wheeler descubrió su pasión por la Física y se graduó en esta materia con la nota más alta.
No conforme con sus estudios en la universidad, una vez terminados, decidió seguir en el campo de la investigación, consiguiendo varias becas en sucesión, gracias a las cuales siguió investigando la Física Nuclear, junto a científicos tan importantes como Einstein o Niels Bohr. Fue el tutor de Richard Feynman en su tesis de doctorado en Física Teórica en el año 1942. Durante la Segunda Guerra Mundial se unió al Proyecto Manhattan para el desarrollo de la bomba atómica y continuó con el desarrollo de la bomba de hidrógeno.
Uno de sus trabajos más reconocidos es su investigación en torno a los llamados agujeros negros, término que adoptó en 1967, durante una conferencia en Nueva York. Así, explicó el posible fin de las estrellas y la destructora región que dejan tras de sí los restos de éstas, cuyo poder de gravitación absorbe todo lo que se acerca a ellas.
Creó las palabras agujero de gusano (para nombrar a las entidades hipotetizadas en 1916 por Ludwig Flamm) y agujero negro (hipotetizados por Karl Schwarzschild también hacia 1916), agujero blanco, geón, espuma cuántica y geometrodinámica. También es uno de los principales difusores del principio antrópico. En el Prefacio de El principio cosmológico antrópico, escribía:

“No es únicamente que el hombre esté adaptado al universo. El universo está adaptado al hombre. ¿Imagina un universo en el cual una u otra de las constantes físicas fundamentales sin dimensiones se alterase en un pequeño porcentaje en uno u otro sentido? En tal universo el hombre nunca hubiera existido. Este es el punto central del principio antrópico. Según este principio, en el centro de toda la maquinaria y diseño del mundo subyace un factor dador-de-vida”. 

"El tiempo que me queda sobre la Tierra es limitado. Y el interrogante de la creación es tan formidable que, difícilmente puedo tener la esperanza de resolverlo en el tiempo que me queda”. Así se expresaba pocos años antes de su muerte, John Archibald Wheeler, uno de los físicos más importantes del siglo XX.

En un documento de 1934, Breit and Wheeler introdujo el proceso Breit–Wheeler, un mecanismo mediante el cual los fotones pueden ser potencialmente transformados en materia en forma de pares electrón-positrón.
Otras apreciaciones del doctor  Wheeler acerca de la física de partículas:
- La teoría de Wheeler-Feynman: propone que la gravedad es una propiedad de la geometría del espacio-tiempo.

- Teoría de los agujeros negros como portales: propone que los agujeros negros podrían ser portales a otros universos.

- Teoría de la gravedad cuántica: propone una descripción cuántica de la gravedad.

Teorías a veces controvertidas, pero que intentan explicar fenómenos físicos que aún no entendemos por completo.

## Homenajes
John Archibald Wheeler, profesor emérito de física de las universidades de Princeton y Texas (EE. UU.), fue homenajeado por su vida llena de aportes a la ciencia en la Universidad de Princeton. Entre las numerosas formas con las que han definido a Wheeler se encuentra la de un antiguo alumno que afirma que algo “importantísimo de él es que es un visionario” ya que “intenta ver mucho más allá del horizonte que la mayoría de la gente, gracias a su intuición”.
Recibió el Premio Wolf en Física en 1997.

## Obra en español
- Wheeler, John Archibald (1994). Un viaje por la gravedad y el espacio-tiempo. Alianza Editorial. ISBN 978-84-206-9691-1.